# Kang Ji-yong
Kang Ji-yong (en coreano: 강지용; Corea del Sur, 23 de noviembre de 1989-22 de abril de 2025) fue un futbolista surcoreano que jugó en la posición de defensa.

## Carrera deportiva

### Club
| Periodo   | Club                 | Apariciones | Goles |
| --------- | -------------------- | ----------- | ----- |
| 2009-2011 | Pohang Steelers      | 6           | 0     |
| 2012      | Busan IPark          | 1           | 0     |
| 2013      | Gyeongju Citizen FC  | 0           | 0     |
| 2014-2016 | Bucheon FC           | 108         | 6     |
| 2017      | Gangwon FC           | 27          | 1     |
| 2018      | Incheon United       | 6           | 0     |
| 2019-2020 | Gimpo FC             | 0           | 0     |
| 2021      | Gangneung Citizen FC | 24          | 2     |
| 2022      | Cheonan City FC      | 15          | 0     |

### Selección nacional
Jugó para Corea del Sur en la categoría sub-20 en dos ocasiones de 2007 a 2009.

## Muerte
Afectado por problemas financieros y la consideración de un divorcio, Kang se suicidó el día 22 de abril de 2025.

## Logros
- Copa de la Liga de Corea del Sur (1): 2009